# Eco do Sul
Eco do Sul foi um jornal brasileiro que circulou no Rio Grande do Sul entre c. 1855 e c.1934.
Fundado por Pedro Bernardino de Moura em Jaguarão, sendo depois transferido para a cidade de Rio Grande. O ano de sua fundação oscila, dependendo do autor, entre 1854 e 1858. Segundo a numeração do jornal, a data provável de fundação seria 1855, já que os jornais de 1859 aparecem como sendo do quinto ano de publicação.
Além do fundador Pedro Bernardino de Moura, o jornal teve diversos outros redatores: Carlos Eugênio Fontoura (1858), Carlos von Koseritz (1862-64), Lobo da Costa (1872-1873), Bernardino Antônio de Gouveia Pacheco (1874), Manuel Bernardino Mello Guimarães (1874-1879), Carlos Alberto Miller (1884-1885), Rocha Galo (1889-90), João José César (1890-1892), Armando Passos Paradeda (1923-1925), Frederico Carlos de Andrade (1925) e Roque Aita Júnior (1931).
Jornal importante na cultura da cidade de Rio Grande e região, publicou diversos poemas e contos de autores locais, entre eles Lobo da Costa, cuja principal obra Espinhos d'alma em 1872, foi uma das publicadas na gráfica do jornal.
Há dúvidas na data de encerramento do jornal, vários autores indicam o ano de 1934 como o último.
Atualmente, o Instituto de Letras e Artes da Universidade Federal do Rio Grande (FURG) tem um projeto de resgate dos textos literários e históricos publicados no jornal, com grande parte do material coletado disponível no sítio abaixo.